# Теодорович, Данило
Дани́ло Теодоро́вич (босн. Danilo Teodorović; род. 21 мая 2002, Баня-Лука, Босния и Герцеговина) — боснийский футболист, нападающий сербского клуба «Вождовац».

## Клубная карьера
Теодорович — воспитанник клуба «Железничар». 11 августа 2018 года в матче против клуба «Борац» он дебютировал в первой лиге Республики Сербской по футболу. 24 августа 2019 года в матче против «Teкстилaц Дepвeнтa» он забил первый гол за команду.
В январе 2022 года на правах свободного агента перешел в клуб «Црвена звезда». Выступал за молодёжную команду. 19 июля 2022 года стал игроком клуба «Вождовац». 5 мая в матче против клуба «Раднички» он дебютировал в сербской Суперлиге.